# Ayuba Suleiman Diallo
Pour les articles homonymes, voir Diallo.
Ayuba Suleiman Diallo (également connu sous le nom de Job ben Solomon), né aux environs de 1701 au Boundou et mort probablement en 1773, est un imam peul à la fois acteur et victime de la traite transatlantique. Esclave durant plusieurs mois au Maryland, Ayouba Suleiman Diallo est probablement le premier cas connu d'un esclave étant retourné en Afrique devenu membre de la Spalding Gentlemen's Society (en).

## Biographie
Ayuba Souleiman Diallo n'a pas écrit lui-même le récit de sa vie, qui est connue grâce notamment au livre de Thomas Bluett paru en 1734.
Né en 1701 au Boundou, au nord-est du Sénégal actuel, Ayuba est issu d'une famille d'érudits musulmans. Durant son enfance, il étudie la langue arabe et le Coran en compagnie du futur roi du Fouta-Toro et légendaire Samba Guéladio Diégui. À 29 ans, il est capturé par des Mandingues sur les rives de la Gambie (fleuve) alors qu'il vient lui-même de vendre deux captifs contre du bétail. Il est vendu au capitaine Pike, travaillant pour le compte de négriers anglais. Ce dernier, l'autorise à envoyer un message à son père pour qu'il le rachète contre deux esclaves, mais lorsque les messagers reviennent du Bondou, il est trop tard, le navire était déjà parti pour le Nouveau Monde. Ayuba est donc amené à Annapolis dans l'État du Maryland et mis au travail dans une plantation de tabac. Après seulement quelques semaines de travail, il s'échappe. Repris et retenu dans une auberge du comté de Kent (Maryland), il rencontre un avocat et pasteur anglican, Thomas Bluett, alors en voyage d'affaires, qui devient son premier biographe.
Après de nombreuses péripéties, la Royal African Company le renvoie libre dans son pays en juillet 1734. Le directeur de la compagnie a l’espoir qu’Ayuba l’aidera à y établir un commerce de gomme arabique. En effet, le pays d’Ayuba est proche d’une forêt d’arbres à gomme, et ce produit est prisé par les européens, notamment pour l’industrie textile. Entre-temps, Ayuba passe par l’Angleterre où il rencontre d’éminentes personnalités comme le médecin, naturaliste et collectionneur Hans Sloane, le duc de Montaigu et même le roi Georges II. Un an plus tard, après s'être livré à des activités de traduction, il rentre chez lui à Boundou au Sénégal. Son père est mort et l'une de ses femmes, qui le croyait mort, remariée. Mais jugeant qu'il « revient du pays des morts », il ne lui en fait pas grief, non plus qu'à son mari.

## Iconographie
William Hoare peint en 1733 son portrait, qui est conservé au Qatar et exposé à la National Portrait Gallery de Londres. Dans ce tableau, Ayuba porte sur lui un exemplaire du Coran qu'il a rédigé lui-même.

### Bibliographie

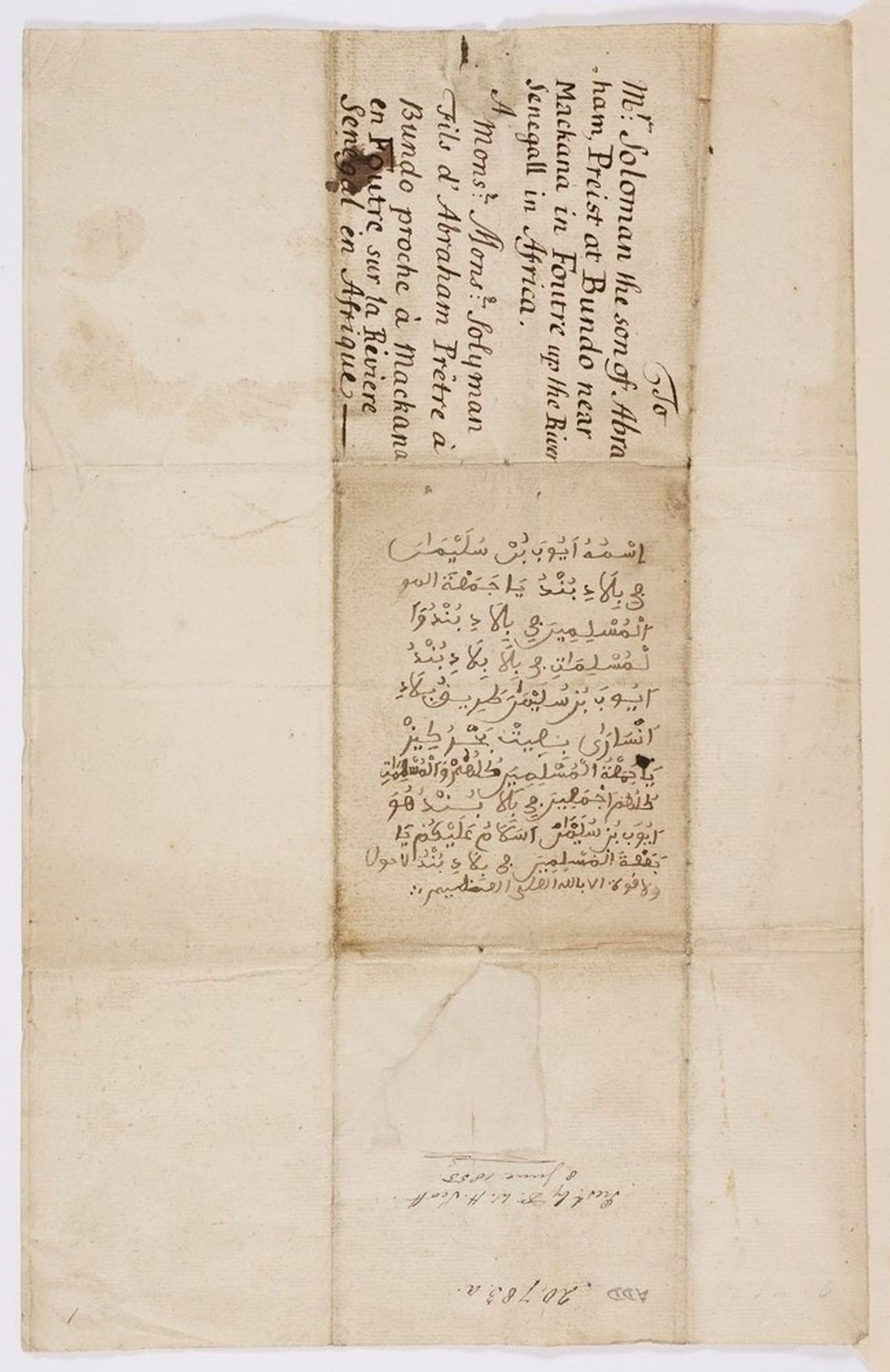
Lettre d'Ayuba Suleiman Diallo